# Aéroport de La Pedrera
L’aéroport de La Pedrera (code IATA : LPD • code OACI : SKLP) est un aéroport situé dans la localité de La Pedrera — un corregimiento départemental — dans le département d’Amazonas, en Colombie. Il est à proximité immédiate et au sud-est du village, qui est établi sur la rive droite (sud) de la rivière Caquetá — un important cours d'eau du bassin amazonien, affluent du fleuve Amazone par la rivière Solimões. La présence de cet aéroport est essentielle pour la population locale, isolée au sein de la forêt amazonienne.

## Situation
| \| 20 km1:4 119 000 \| Acandí Apartadó / Carepa Araracuara Arauca Armenia Bahía Solano Barrancabermeja Barranquilla / Soledad Bogota Bucaramanga · Lebrija Buenaventura Cali Carthagène · des Indes Corozal Cúcuta Florencia Guapi Ibagué Ipiales · Aldana La Chorrera La Pedrera Leticia Maicao Manizales Medellín Medellín O. H. Mitú Montería Neiva Nuquí Ocaña Pereira Popayán Providencia Puerto · Asís Puerto · Carreño Quibdó Riohacha San Andrés San José · del Guaviare San Juan · de Pasto San Vicente · del Caguán Santa Marta Saravena Tame Tumaco Valledupar Villavicencio Yopal |
| 20 km1:4 119 000 |

## Compagnie aérienne et destination
| Compagnies | Destinations            |
| ---------- | ----------------------- |
| SATENA     | Leticia-A. Vásquez-Cobo |

Edité le 16/12/2023